# Filipos Ksenofondos
Filipos Ksenofondos (ur. 17 października 1953) – cypryjski narciarz alpejski.
Wziął udział na Zimowych Igrzyskach Olimpijskich 1980. Wystartował w slalomie i slalomie gigancie. Zajął odpowiednio: 36 i 54. miejsce.

## Wyniki olimpijskie
| Igrzyska         | Konkurencja            | Czas    | Wynik |
| ---------------- | ---------------------- | ------- | ----- |
| Lake Placid 1980 | Slalom gigant mężczyzn | 3.38.09 | 54    |
| Lake Placid 1980 | Slalom mężczyzn        | 2.44.16 | 36    |